# اوله گونار فیجستول
اوله گونار فیجستول (انگلیسی: Ole Gunnar Fidjestøl؛ زادهٔ ۲۱ مارس ۱۹۶۰) اسکی‌باز پرش اهل نروژ است.